# 1274
1274 (MCCLXXIV) a fost un an obișnuit al calendarului gregorian.

## Evenimente
- 19 ianuarie: Papa Grigore al X-lea achiziționează comitatul Venaissin.
- 23 februarie: Mulhouse devine oraș regal, proprietate viageră a regelui german.
- 7 mai: Începe al doilea conciliu de la Lyon al Bisericii catolice: se discută problema cruciadelor, precum și cea a încetării Marii Schisme dintre Occident și Bizanț.
- 29 iunie: Mihail al VIII-lea al Bizanțului recunoaște primatul papal.
- 2 august: Regele Eduard I revine în Anglia din cruciadă, debarcând la Dover și fiind încoronat la Westminster la doi ani după moartea predecesorului său, Henric al III-lea.
- 20 noiembrie: Prima tentativă a mongolilor de a cuceri Japonia; după ce au cucerit insulele Tsushima și Iki, invadatorii au fost respinși la Kyushu și nevoiți să se întoarcă din cauza unui taifun supranumit kamikaze (神風 kami-kaze?, vânt divin).

### Nedatate
- Încercare eșuată a papei Grigore al X-lea de a ralia pe mongolii din Persia și pe împăratul Mihail al VIII-lea Paleolog la cruciada împotriva musulmanilor.

## Arte, Știință, Literatură și Filosofie
- Prima redactare în limba franceză a Grandes chroniques din Saint-Denis.
- Punerea pietrei de temelie a catedralei din Angers.

## Nașteri
- 11 iulie: Robert Bruce, viitor rege al Scoției (d. 1329)
- 4 octombrie: Rudolf I duce de Bavaria și conte al Rinului (d. 1319)
- Adam Murimuth, cleric și cronicar englez (d. 1347)
- Eric al VI-lea, viitor rege al Danemarcei (d. 1319)

## Decese
- 7 martie: Toma de Aquino, teolog, sfânt al Bisericii catolice (n. 1225)
- 26 iunie: Nasir al-Din al-Tusi, om de știință, astronom și scriitor persan (n. 1201)
- 15 iulie: Sfântul Buonaventura  (Giovanni Fidanza), teolog, sfânt al Bisericii catolice (n. 1221)
- 22 iulie: Henric I de Navara și de Champagne (n. 1244)
- 15 august: Robert de Sorbon, teolog francez (n. 1201)